# Джаши, Макарий Иванович
Макарий Иванович Джаши (1902, с. Вани, Кутаисский уезд, Кутаисская губерния, Российская империя — 1994) — советский хозяйственный, государственный и партийный деятель.

## Биография
Родился в 1902 году в селе Вани. Член ВКП(б) с 1921 года.
С 1922 года - на хозяйственной, общественной и политической работе. В 1922-1954 гг. — на комсомольской, партийной, советской работе, слушатель Высшей школы пропагандистов при ЦК ВКП(б), 1-й секретарь Сталинского районного комитета КП(б) Грузии, 3-й секретарь Тбилисского городского комитета КП(б) Грузии, 3-й секретарь ЦК КП(б) Грузии, народный комиссар государственного контроля Грузинской ССР, 1-й заместитель председателя СНК Грузинской ССР, министр лесного хозяйства Грузинской ССР, 1-й секретарь Аджарского областного комитета КП Грузии.
Избирался депутатом Верховного Совета СССР 1-го и 2-го созывов.